# Scintigrafie osoasă
Scintigrafia osoasă este o investigație medicală non-invazivă menită pentru depistarea afecțiunilor oncologice.
Diagnosticarea corectă a afecțiunilor oncologice, precum și depistarea stadiului acestora sunt două lucruri esențiale pentru tratamentul eficient al cancerului. 
Una dintre investigațiile imagistice moderne recomandate pentru pacienții oncologici este scintigrafia osoasă, o formă neinvazivă de scanare a sistemului osos, prin care se depistează diverse afecțiuni și anomalii existente la nivelul oaselor.
Ce este scintigrafia osoasă? 
Scintigrafia osoasă presupune administrarea intravenoasă a unui radiofarmaceutic și apoi scanarea sistemului osos, pentru a depista eventuale dereglări prezente în structura osoasă.  
Acest tip de investigație oferă informații valoroase despre existența sau evoluția diverselor afecțiuni oncologice, dar și despre inflamații, artroze sau dureri a căror cauză este încă neidentificată.  
Ce beneficii aduce scintigrafia osoasă: 
- este neinvazivă – nu doare, nu produce reacții adverse, nu presupune riscuri
- este rapidă – pleci acasă cu rezultatul în aproximativ 2-4 ore.
- depistează cu precizie și eficiență anomaliile osului sau leziunile de la nivel osos
- identifică afecțiuni grave, cum ar fi cele oncologice, chiar din stadii incipiente
- este singura investigație imagistică ce poate cuprinde și vizualiza tot sistemul osos, din cap până în picioare.

Întreg procesul de scintigrafie osoasă durează până la maximum 2-4 ore, timp în care: 
1. se injectează intravens substanța radiofarmaceutică;
2. se așteaptă ca trasorul să circule în corp pentru a evidenția sistemul osos;
3. se consumă până la 2 litri de lichide;
4. se face scanarea propriu-zisă (cu ajutorul unui aparat special numit Gamma Camera), care este atraumatică.

Investigația de scintigrafie osoasă nu are nevoie de o pregătire specială din partea pacientului. Se comporta normal, poate consuma lichide, poate manca si isi continua tratamentul daca se aplica. După realizarea analizei, se recomandă consumul de lichide pe parcursul zilei respective, pentru eliminarea trasorului.  
La părăsirea clinicii, pacientul va avea toate informațiile necesare: pe lângă imaginile scintigrafice, asigurăm interpretarea analizei de scintigrafie osoasă, cu ajutorul medicilor noștri specialiști în medicina nucleară.  
Scintigrafia este contraindicată în timpul sarcinii și în perioada de alăptare. 
Afecțiuni depistate cu ajutorul scintigrafiei osoase:
- diverse afecțiuni oncologice – acestea pot fi depistate chiar din stadii incipiente, monitorizate în timpul tratamentului sau cercetate pentru a observa evoluția și răspândirea lor în timp (adk-prostata, neoplasm mamar si altele);
- afecțiuni nespecifice ale articulațiilor;
- afecțiuni ale osului, cum ar fi osteomielita, osteocondrita sau infecții determinate de prezența unor proteze sau decimentări periprotetice;
- procese inflamatorii, traumatice (așa numita „fractură de stres”) sau algoneurodistrofii;
- tulburări metabolice (hiperparatiroidism, hipercalcemii) și boala Paget;
- suspiciune de necroză aseptică de cap femural (maladia Legg-Calve-Perthes);
- dureri osoase sau osteoarticulare (unde se poate interveni ulterior cu investigații suplimentare de tip RMN sau CT, pentru un diagnostic corect).